# Велхајм
Велхајм (њем. Wellheim) град је у њемачкој савезној држави Баварска. Једно је од 30 општинских средишта округа Ајхштет. Према процјени из 2010. у граду је живјело 2.646 становника. Посједује регионалну шифру (AGS) 9176166.

## Географски и демографски подаци
Велхајм се налази у савезној држави Баварска у округу Ајхштет. Град се налази на надморској висини од 400 метара. Површина општине износи 33,8 km². У самом граду је, према процјени из 2010. године, живјело 2.646 становника. Просјечна густина становништва износи 78 становника/km².